# Te Arawa
Te Arawa es una confederación de iwis («tribus») maoríes que habitan al norte de la Isla Norte de Nueva Zelanda. Los Te Arawa remontan su ascendencia a la canoa de migración Arawa una de las canoas («waka») originales de los primeros migrantes polinesios. En la mitología maorí, Arawa era una de las canoas originales que poblaron Aotearoa.
Las tribus se basan en las áreas de Rotorua y Bay of Plenty y tienen una población de alrededor de 40.000.

## Historia
La historia del pueblo Te Arawa está indisolublemente ligada a la canoa Arawa.
Las tribus de Te Arawa tienen un interés histórico cercano en los lagos alrededor de Rotorua.
Muchos hombres de Te Arawa lucharon por el gobierno colonial en las guerras de Nueva Zelanda que ocurrieron a mediados del siglo XIX en la isla norte de Nueva Zelanda. Quizás en parte, por esta razón, el iwi decidió negociar directamente con el Gobierno de Nueva Zelanda sobre sus quejas históricas, sin pasar por el Tribunal de Waitangi. Una serie de negociaciones ha dado como resultado varios acuerdos de sus diversos reclamos, el mayor de los cuales involucra el acuerdo relacionado con los 14 lagos, firmado en diciembre de 2004, y el acuerdo para todos los reclamos históricos de un grupo de Te Arawa iwi y hapu firmado el 30 de septiembre de 2006. El Gobierno se disculpó con Te Arawa por las infracciones del Tratado de Waitangi y pagó $ 36 millones en compensación, incluidos hasta 500 km² de tierras forestales de la Corona, así como 19 áreas de especial importancia, incluida la Reserva de Aguas Termales de Whakarewarewa.
El 18 de diciembre de 2015, Te Arawa obtuvo el derecho a votar en las reuniones del comité del Consejo de los Lagos Rotorua a través de una junta de asociación iwi, Te Tatau o Te Arawa.
Te Arawa FM es la estación de radio de Te Arawa iwi, que incluye a Ngāti Pikiao, Tūhourangi y Ngāti Whakaue. Se estableció a principios de la década de 1980 y se convirtió en una entidad benéfica en noviembre de 1990. La estación sufrió una gran transformación en 1993, convirtiéndose en Whanau FM. Una de las frecuencias de la estación 99.1 fue asumida por Mai FM en 1998; el otro se convirtió en Pumanawa 89FM antes de volver luego a Te Arawa FM. Está disponible en 88.7 FM en Rotorua, la frecuencia 99.1 ahora está transmitiendo la estación comercial The Heat 991 FM que comenzó a transmitir el 15 de abril de 2015.

## Constituyente iwi y hapu
Los iwi y hapu que constituyen Te Arawa incluyen:
Ngati Whakaue, Ngati Rangiteaorere, Ngati Pikiao, Ngati Makino, Ngati Rangitihi, Ngati Rangiwewehi, Tapuika, Waitaha, Ngati Ngararanui, Ngati Rongomai, Ngati Tahu, Ngati Whaoa, Ngati Tarawhai, Ngati Te Roro o Te Rangi, Ngati Kea Ngati Tuara, Ngati Tura-Ngati Te Ngakau, Ngati Uenukukōpako, Tūhourangi, Ngati Wahiao Ngati Manawa, y Ngati Tuwharetoa.